# 청춘 돼지는 산타클로스의 꿈을 꾸지 않는다 (애니메이션)
청춘 돼지는 산타클로스의 꿈을 꾸지 않는다(일본어: 青春ブタ野郎はサンタクロースの夢を見ない, Rascal Does not Dream of Santa Claus)는 카모시다 하지메가 만든 라이트 노벨 청춘 돼지는 산타클로스의 꿈을 꾸지 않는다를 원작한 TV 애니메이션이다. 2025년 7월부터 방영될 예정이다.

## 개요
이 시리즈의 2부인 대학생편을 다룬 작품이다.

## 줄거리
「마이 씨는 내가 지킬게요.」
「그럼 사쿠타는 내가 지켜줄게.」
사쿠타에게만 보이는 미니스커트 산타의 정체는?